# تريكوسبتوريه
تركوسبتوريه (الاسم العلمي: Trichoseptoria)، جنس فطور مجهرية من الفطريات الزقية. بكنيداته جرابية تنشأ محضونة في الأدمة ثم تنمو وترقى فتصدع البشرة بعد أن تقرحها وتصلبها.